# Governo Plenković I
Il Governo Plenković I è stato il 14º governo della Repubblica Croata. Ha ottenuto la fiducia al Parlamento croato la sera del 19 ottobre 2016, con 91 voti favorevoli, 45 contrari e 3 astenuti (139 presenti da 151 deputati eletti). La stessa sera Plenković e suoi ministri hanno prestato il giuramento davanti al Parlamento. Da quel giorno Andrej Plenković ha ricoperto così il ruolo di Primo Ministro (Presidente del Governo).
Il Governo Plenković era formato da politici provenienti dall'Unione Democratica Croata (HDZ), dal Ponte delle Liste Indipendenti (Most) e da due ministri indipendenti.
Andrej Plenković ricevette dalla presidente della Repubblica Kolinda Grabar-Kitarović l'incarico di formare il nuovo governo il 10 ottobre 2016, dopo che il partito da lui guidato risultò il maggiormente votato alle elezioni politiche dell'11 settembre 2016.
Il Governo si è sciolto il 23 luglio 2020 ed è stato sostituito dal nuovo Governo presieduto sempre da Plenković.

## Eventi
Il 27 aprile 2017 il Primo ministro ha rimosso tre ministri esponenti del Most, così terminando la coalizione HDZ-Most. Venerdì 28 aprile 2017 tutti quattro ministri del Most hanno rassegnato le proprie dimissioni. Dal 28 aprile 2017 al 9 giugno 2017 il Governo funzionava come il governo di minoranza dell'HDZ. Nuova coalizione di governo, composta dall'Unione Democratica Croata (HDZ) e dalla maggioranza del Partito Popolare Croato - Liberal Democratici (HNS), è formata l'8 giugno 2017 e nuovi ministri hanno ottenuto la fiducia al Parlamento il 9 giugno 2017 con 78 voti favorevoli e 46 contrari (124 presenti da 151 eletti). Il 12 giugno 2017 vice primo ministro e ministro degli affari esteri ed europei Davor Ivo Stier (HDZ), insoddisfatto della nuova coalizione di governo, ha rassegnato le dimissioni; il Parlamento ha confermato Marija Pejčinović Burić (HDZ) come nuova vice primo ministro e ministro degli affari esteri ed europei il 19 giugno 2017 (78 voti favorevoli, 35 contrari, 113 presenti). Il 14 maggio 2018 Martina Dalić (HDZ)
ha rassegnato le dimissioni come vice primo ministro e ministro dell'economia, imprenditoria ed artigianato (coinvolgimento nella scrittura del c.d. lex Agrokor - la legge Statale per il salvataggio dell'azienda privata Agrokor d.d. /Agrokor s.a./; 
l'affaire Agrokor 2017-2018). Il 25 maggio 2018 il Parlamento ha confermato Darko Horvat (HDZ) come nuovo ministro dell'economia, imprenditoria ed artigianato (77 voti favorevoli, 11 contrari; 88 presenti) e Tomislav Tolušić (HDZ), ministro dell'agricoltura, come nuovo vice primo ministro (77 voti favorevoli, 8 contrari; 85 presenti).
L'attuale esecutivo (dal 9 giugno 2017 coalizione HDZ - HNS) gode dell'appoggio dei seguenti partiti presenti in Parlamento: 
- Unione Democratica Croata (HDZ);
- Partito Popolare Croato - Liberal Democratici (HNS);
- Partito Democristiano Croato (HDS);
- Partito Social-Liberale Croato (HSLS);
- Alleanza Democratica Croata di Slavonia e Barania (HDSSB);
- Partito Popolare - Riformisti (Reformisti);
- Bandić Milan 365 - Partito del Lavoro e della Solidarietà (BM 365);
- Deputati rappresentanti delle minoranze nazionali/etniche: tre deputati del Partito Democratico Indipendente Serbo (SDSS), cinque deputati di altre minoranze ed alcuni deputati indipendenti.

## Composizione del Governo
Nella tabella sottostante è indicata la composizione del 14º Governo della Repubblica di Croazia (Governo Plenković) dal 9 giugno 2017.
| Partiti/Indipendenti:                                |
| Unione Democratica Croata (HDZ)18                    |
| Partito Popolare Croato - Liberal Democratici (HNS)1 |
| Indipendenti2                                        |

| Carica o ministero                                                                      | Titolare | Titolare                | Partito                                       | Inizio                         | Fine           |
| --------------------------------------------------------------------------------------- | -------- | ----------------------- | --------------------------------------------- | ------------------------------ | -------------- |
| Primo ministro - Presidente del Governo                                                 |          | Andrej Plenković        | Unione Democratica Croata                     | 19 ottobre 2016                | 23 luglio 2020 |
| Ministero degli Affari Esteri ed Europei                                                |          | Gordan Grlić Radman     | Unione Democratica Croata                     | 19 luglio 2019                 | 23 luglio 2020 |
| Ministero degli Affari Esteri ed Europei                                                |          | Marija Pejčinović Burić | Unione Democratica Croata                     | 19 giugno 2017                 | 19 luglio 2019 |
| Ministero degli Affari Esteri ed Europei                                                |          | Davor Ivo Stier         | Unione Democratica Croata                     | 19 ottobre 2016                | 12 giugno 2017 |
| Vicepresidente del Governo Ministero dell'Edilizia e della Piannificazione Territoriale |          | Predrag Štromar         | Partito Popolare Croato - Liberal Democratici | 9 giugno 2016                  | 23 luglio 2020 |
| Vicepresidente del Governo Ministero delle Finanze                                      |          | Zdravko Marić           | Indipendente in quota HDZ                     | 19 ottobre 2016/19 luglio 2019 | 23 luglio 2020 |
| Vicepresidente del Governo Ministero della Difesa                                       |          | Damir Krstičević        | Unione Democratica Croata                     | 19 ottobre 2017                | 23 luglio 2020 |
| Vicepresidente del Governo Ministero dell'Interno                                       |          | Davor Božinović         | Unione Democratica Croata                     | 9 giugno 2017/19 luglio 2019   | 23 luglio 2020 |
| Vicepresidente del Governo Ministero dell'Agricoltura                                   |          | Tomislav Tolušić        | Unione Democratica Croata                     | 25 maggio 2018                 | 19 luglio 2019 |
| Vicepresidente del Governo Ministero dell'Economia, delle Imprese e dell'Artigianato    |          | Martina Dalić           | Unione Democratica Croata                     | 19 ottobre 2016                | 14 maggio 2018 |
| Ministero dell'Economia, delle Imprese e dell'Artigianato                               |          | Darko Horvat            | Unione Democratica Croata                     | 25 maggio 2018                 | 23 luglio 2020 |
| Ministero della Pubblica Amministrazione                                                |          | Ivan Malenica           | Unione Democratica Croata                     | 19 luglio 2019                 | 23 luglio 2020 |
| Ministero della Pubblica Amministrazione                                                |          | Lovro Kuščević          | Unione Democratica Croata                     | 9 giugno 2017                  | 19 luglio 2019 |
| Ministero della Giustizia                                                               |          | Dražen Bošnjaković      | Unione Democratica Croata                     | 9 giugno 2017                  | 23 luglio 2020 |
| Ministero dell'Agricoltura                                                              |          | Marija Vučković         | Unione Democratica Croata                     | 19 luglio 2017                 | 23 luglio 2020 |
| Ministero dell'Agricoltura                                                              |          | Tomislav Tolušić        | Unione Democratica Croata                     | 19 ottobre 2016                | 25 maggio 2018 |
| Ministero dello Sviluppo Regionale e dei Fondi dell'UE                                  |          | Marko Pavić             | Unione Democratica Croata                     | 19 luglio 2019                 | 23 luglio 2020 |
| Ministero dello Sviluppo Regionale e dei Fondi dell'UE                                  |          | Gabrijela Žalac         | Unione Democratica Croata                     | 19 ottobre 2016                | 19 luglio 2019 |
| Ministero dell'Ambiente e dell'Energia                                                  |          | Tomislav Ćorić          | Unione Democratica Croata                     | 9 giugno 2017                  | 23 luglio 2020 |
| Ministero degli Affari Marittimi, dei Trasporti e delle Infrastrutture                  |          | Oleg Butković           | Unione Democratica Croata                     | 19 ottobre 2016                | 23 luglio 2020 |
| Ministero del Lavoro e del Sistema Pensionistico                                        |          | Josip Aladrović         | Unione Democratica Croata                     | 19 luglio 2019                 | 23 luglio 2020 |
| Ministero del Lavoro e del Sistema Pensionistico                                        |          | Marko Pavić             | Unione Democratica Croata                     | 9 giugno 2017                  | 19 luglio 2019 |
| Ministero della Sanità                                                                  |          | Milan Kujundžić         | Unione Democratica Croata                     | 19 ottobre 2016                | 23 luglio 2020 |
| Ministero della Demografia, delle Famiglie, della Gioventù e delle Politiche Sociali    |          | Vesna Bedeković         | Unione Democratica Croata                     | 19 luglio 2016                 | 23 luglio 2020 |
| Ministero della Demografia, delle Famiglie, della Gioventù e delle Politiche Sociali    |          | Nada Murganić           | Unione Democratica Croata                     | 19 ottobre 2016                | 19 luglio 2019 |
| Ministero dei Veterani Croati                                                           |          | Tomo Medved             | Unione Democratica Croata                     | 19 ottobre 2016                | 23 luglio 2020 |
| Ministero della Scienza e dell'Istruzione                                               |          | Blaženka Divjak         | Indipendente in quota HNS                     | 9 giugno 2017                  | 23 luglio 2020 |
| Ministero della Cultura                                                                 |          | Nina Obuljen Koržinek   | Unione Democratica Croata                     | 19 ottobre 2016                | 23 luglio 2020 |
| Ministero del Turismo                                                                   |          | Gari Capelli            | Unione Democratica Croata                     | 19 ottobre 2016                | 23 luglio 2020 |
| Ministero della Proprietà Statale (Demanio e partecipazioni statali)                    |          | Mario Banožić           | Unione Democratica Croata                     | 19 luglio 2019                 | 23 luglio 2020 |
| Ministero della Proprietà Statale (Demanio e partecipazioni statali)                    |          | Goran Marić             | Unione Democratica Croata                     | 15 novembre 2016               | 19 luglio 2019 |